# Brandon Triche
Brandon Stephan Triche (Syracuse, Nueva York, 21 de febrero de 1991) es un exjugador de baloncesto estadounidense. Con 1,93 metros de estatura, jugaba en la posición de base. Es primo del exjugador y actual entrenador asistente en los USC Trojans Jason Hart. En noviembre de 2012 apareció en la portada del especial de Sports Illustrated dedicado al Torneo de la NCAA.

## Trayectoria deportiva

### Universidad
Jugó cuatro temporadas con los Orangemen de la Universidad de Syracuse, en las que promedió 10,6 puntos, 2,6 rebotes y 3,0 asistencias por partido. Fue incluido en el mejor quinteto de rookies de la Big East Conference.

### Profesional
Tras no ser elegido en el Draft de la NBA de 2013, en agosto fichó por el Aquila Basket Trento de la Divisione Nazionale A, la tercera categoría del baloncesto italiano. Allí jugó una temporada en la que promedió 17,5 puntos y 3,5 asistencias por partido.
En julio de 2014 fichó por el Pallacanestro Virtus Roma, equipo con el que jugó 19 partidos de la LEGA y otros 15 de la EuroCup, promediando 9,8 puntos y 3,1 asistencias, antes de ser despedido tras ausentarse a los entrenamientos de manera injustificada durante dos semanas.
La temporada siguiente la pasó en blanco, debido a una opereción de cirugía del ligamento cruzado anterior, para el que se le pronosticó un año de recuperación.
El 29 de octubre de 2016 fue adquirido por los Delaware 87ers de la NBA D-League.